# 1719 en architecture
| Années de l'architecture : 1716 - 1717 - 1718 - 1719 - 1720 - 1721 - 1722    |
| Décennies de l'architecture : 1680 - 1690 - 1700 - 1710 - 1720 - 1730 - 1740 |

Cet article présente les faits marquants de l'année 1719 en architecture.

## Réalisations
- Église San Michele Arcangelo à Anacapri (it), Italie, par Domenico Antonio Vaccaro.
- Église réformée Saint-Laurent à Lausanne en Suisse, par Guillaume Delagrange.
- Moulin à vent de Pointe-aux-Trembles à Québec au Canada.
- Ballhausplatz 2 à Vienne en Autriche, par Lukas von Hildebrandt.

## Événements
- 25 septembre : en France, ordonnance royale qui fixe les prescriptions en matière de construction des casernes[1].
- Jean-Baptiste Languet de Gergy, curé de Saint-Sulpice, fait reprendre les travaux de construction de l'église Saint-Sulpice de Paris en engageant l'architecte Gilles-Marie Oppenord pour édifier la nef et le transept.
- Début de la construction à Zurich de la maison de corporation Saffran, achevée en 1723[2].
- Début de la construction des Grandes Écuries du château de Chantilly par Jean Aubert ; elles sont achevées en 1740.
- Commande à Paris par les Carmes de la rue du Regard de cinq hôtels particuliers à l'architecte Victor-Thierry Dailly ; cette opération immobilière, qui comprend notamment l'hôtel de Dreux-Brézé (ou Petit hôtel de Verrue), sera achevée en 1737 par Brice Le Chauve.
- Fin de la première phase des travaux de la Chapelle de l'Oratoire à  Avignon ; repris en 1730, ils s'achèveront en 1749.

## Naissances
- 14 avril : Jean-Charles Colombot, architecte français, actif à Besançon († 1er novembre 1782).
- 25 août : Louis-Alexandre de Cessart, ingénieur français des ponts et chaussées († 12 avril 1806).
- Date précise inconnue :
  - Dmitri Oukhtomski, architecte russe, architecte en chef de Moscou durant le règne de l'impératrice Élizabeth Ire († 4 octobre 1774).

## Décès
- 10 mars : Jean-Baptiste Alexandre Le Blond, architecte français (° 1677).
- Date précise inconnue : 
  - William Talman, architecte et paysagiste anglais (° 1650).